# Roland Larsson
Roland Erling Larsson, född 12 oktober 1940 i Grythyttans församling i Örebro län, är en svensk politiker (socialdemokrat). Han var ordinarie riksdagsledamot 1998–1999, invald för Stockholms kommuns valkrets.
Larsson kandiderade till riksdagen i valet 1998 och blev ordinarie ledamot. I riksdagen var han ledamot i lagutskottet 1998–1999. Larsson avsade sig uppdraget som riksdagsledamot från och med 2 februari 1999 och till ny ledamot utsågs Tullia von Sydow.